# Alberto Paloschi
Alberto Paloschi (Chiari, 1990. január 4. –) jelenleg az SPAL labdarúgója, kölcsönben az Atalantától. Csatár poszton játszik.

## AC Milan
2007. december 20-án mutatkozott be a profik között, egy olasz kupa meccsen az AC Milanban, a Catania ellen. Még ezen a találkozón megszerezte az első gólját, majd a visszavágón is betalált.
Első Serie A-s meccsét a Siena ellen játszotta 2008. február 10-én, ahol az első labdaérintéséből gólt lőtt. Majd február 13-án a Livorno ellen is pályára lépett. Február 19-én Alberto szerezte a Milan egyetlen gólját a Sampdoria elleni (2-1) találkozón.

## Parma
A 2008-as nyári átigazolási szezon során a több játéklehetőség miatt elvágyódott a AC Milanból, ezért az AC Milan vezetői Paloschi játékjogának felét 2008. augusztus 27-én eladták Serie A-ból frissen kiesett Parmának. Az első Parmában eltöltött szezonja során 12 gólt szerzett, amivel hozzájárult, hogy a Parma egy Serie B-s szezont követően visszajusson az olasz élvonalba.
Mivel a Parma elégedett volt Paloschi teljesítményével és a Milánóban egyelőre még nem volt szükség a fiatal csatár szolgálataira, így 2009 júniusában a két klub egy évvel meghosszabbította Paloschi kölcsönszerződését, így az olasz csatár a 2009/10-es szezont is a Gialloblunál kezdte meg.

## Válogatott karrier
2008. július 26-án Eb-ezüstérmet szerzett az olasz U19-es válogatottal. 
2008. november 28-án bemutatkozott az olasz U21-es válogatott színeiben is egy barátságos mérkőzés keretében Németország ellen. 
A még csak 19 éves játékost Pierluigi Casiraghi beválogatta az olasz U21-es válogatott Európa-bajnokságra készülő keretébe.